# Agata Flori
Agata Flori (Tunisi, 15 aprile 1938) è un'attrice italiana.

## Biografia
L'attrice italiana (ma nata in Tunisia) è famosa per le interpretazioni in molti Spaghetti western e spy movie all'italiana. Alcune volte è comparsa nei titoli con il nome, più esotico, di Agata Flory. Ha interpretato Mildred, la giovanissima amante di Adolfo Celi nel film O.K. Connery. È stata la compagna del produttore Dario Sabatello.

## Filmografia

### Cinema
- I marziani hanno 12 mani, regia di Castellano e Pipolo (1964)
- Il mondo è dei ricchi, episodio di Extraconiugale, regia di Mino Guerrini (1964)
- 7 pistole per i MacGregor, regia di Franco Giraldi (1966)
- 7 donne per i MacGregor, regia di Franco Giraldi (1967)
- O.K. Connery, regia di Alberto De Martino (1967)
- Arrriva Dorellik, regia di Steno (1967)
- I tre che sconvolsero il West (Vado, vedo e sparo), regia di Enzo G. Castellari (1968)
- I nipoti di Zorro, regia di Marcello Ciorciolini (1968)
- Testa t'ammazzo, croce... sei morto - Mi chiamano Alleluja, regia di Giuliano Carnimeo (1971)
- Il West ti va stretto, amico... è arrivato Alleluja, regia di Giuliano Carnimeo (1972)
- Tarzan e la pantera nera, regia di Manuel Caño (1973)
- Pasqualino Cammarata... capitano di fregata, regia di Mario Amendola (1974)